# Kawhatau
La rivière Kawhatau   (anglais : Kawhatau River) est un cours d’eau du sud-ouest de l’Île du Nord de la Nouvelle-Zélande dans la région du Manawatu-Wanganui dans le district de Rangitikei. 

## Géographie
Sa source est située dans la chaîne de Ruahine et son déversement dans la rivière Rangitikei, qu’elle rencontre tout près de la ville de Mangaweka.